# ستارانتزانو
ستارانتزانو (به ایتالیایی: Staranzano) یک کومونه در ایتالیا است که در استان گوریتزیا واقع شده‌است. ستارانتزانو ۱۸٫۷ کیلومتر مربع مساحت و ۶٬۸۱۲ نفر جمعیت دارد و ۷ متر بالاتر از سطح دریا واقع شده‌است.